# Euro 427 Sports Cars
Euro 427 Sports Cars Limited war ein britischer Hersteller von Automobilen.

## Unternehmensgeschichte
Nigel Ramsay gründete das Unternehmen in Crawley in der Grafschaft Hampshire. Er übernahm ein Projekt von Fiero Factory und begann mit der Produktion von Automobilen und Kits. Der Markenname lautete Euro 427. Nach zwei bis drei Jahren endete die Produktion. Insgesamt entstanden etwa 18 Exemplare.
Zu Gründungs- und Auflösungsdatum gibt es unterschiedliche Angaben. Eine Quelle nennt im Abschnitt Euro 427 sowohl 1999 bis 2002 als auch 2003 bis etwa 2006 und im Abschnitt Fiero Factory 2002 bis 2003. Eine zweite Quelle nennt ebenfalls 1999 bis 2002. Open Corporates, UK Companies List, Company Data Rex, Company Director Check und UK Company Director Search geben die Daten übereinstimmend mit 26. Februar 2004 und 27. Juni 2006 an.

## Fahrzeuge
Das einzige Modell entsprach dem Fiero Factory Euro 427 Replica, der seit 1998 auf dem Markt war. Dies war eine Nachbildung des AC Cobra, die sich in relativ großen Stückzahlen verkaufte. Verschiedene Motoren trieben die Fahrzeuge an, auch V8-Motoren von BMW und der Daimler AG.